# Odlingsgräns
Odlingsgräns eller kulturgräns är den av klimatet beroende gränsen mellan mark som går att odla, som av människan betraktas som användbar, och den mark där odling av kulturväxter inte är möjlig på grund av att grödan inte klarar det rådande klimatet. 
Inom jordbruket kallas mark som är obrukbar för åkerbruk impediment.